# Zăpodeni (gmina)
Zăpodeni – gmina w Rumunii, w okręgu Vaslui. Obejmuje miejscowości Butucăria, Ciofeni, Delea, Dobroslovești, Măcrești, Portari, Telejna, Uncești i Zăpodeni. W 2011 roku liczyła 3724 mieszkańców.